# 1998년 OB 베어스 시즌
1998년 OB 베어스 시즌은 OB 베어스가 KBO 리그에 참가한 마지막 시즌이다. 김인식 감독이 팀을 맡은 4번째 시즌이며, 김태형이 주장을 맡았다. 팀은 권명철 김상호 등 주축선수들이 부상에 시달린 데다 쓸만한 좌완투수 부재 탓인지 LG 트윈스에 한 경기 뒤지고, 해태 타이거즈에 한 경기 앞선 4위를 기록하며 간발의 차로 준플레이오프에 진출했는데, 이는 OB 베어스가 시즌 후반 한 때 최하위였으나, 시즌 막판 8연승을 달리며 기적적으로 4위에 안착했기에 가능한 일이었다. 
그러나 준플레이오프에서는 LG 트윈스에 무승 2패로 밀리며 탈락했는데 1988년 시즌  개막을 코앞에 둔 3월 8일이 되어서야 창단식을 가진 데다 개막전에서 승리에 대한 욕심이 지나쳐 에이스급 투수 4명을 풀가동하며 패한  이후 1승 13패로 성적 부진을 면치 못하여 태평양 돌핀스 감독에서 도중하차한 강태정이 전년도 10월 10일 1년 계약 형식으로  수석코치를 맡아 프로야구계에 돌아왔는데 1994년 시즌 후 OB 감독 물망에 한때 거론되기도 했지만 김인식 감독 부임으로 인해 실현되지 않았고 근성과 기동력 야구를 펼치기 위해  강태정 수석코치 외에도 백기성 SBS 라디오 해설위원을 1997년 10월 28일 1년 계약 형식으로 주루코치 영입했다. 
하지만, 5월 경기 도중 덕아웃에서 선수들이 지켜보는 가운데 코치진들 사이의 충돌을 빚어오는 등 코치들이 대거 불협화음을 일으키자 이 사태의 책임을 물어 강태정 수석코치와 백기성 주루코치가 1달 뒤 2군으로 강등됐고 같은 해 말 팀을 떠났으며 이외에도 OB의 상징적 인물이었던 박철순 2군 투수코치가 2군 체벌 사건 때문에 시즌 도중 팀을 떠나야 했다.
이듬해인 1999년부터는 팀명이 두산 베어스로 바뀌게 되었다.

## 타이틀
- 방콕 아시안 게임 금메달 : 진갑용, 김동주
- KBO MVP : 우즈
- 올스타 선발 : 진갑용 (포수), 김민호 (유격수), 안경현 (3루수), 심정수 (외야수), 정수근 (외야수)
- 매직글러브 : 심정수 (우익수)
- 스포츠조선 선정 프로야구 역대 용병 베스트10: 우즈 (1루수), 케세레스 (2루수)
- 컴투스프로야구 주요 외국인선수 라인업: 우즈 (1루수)
- 수비 WAR : 김민호 (1.69)
- 출장 (타자) : 김실 (127)
- 3루타 : 정수근 (11)
- 홈런 : 우즈 (42)
- 타점 : 우즈 (103)
- 도루 : 정수근 (44)
- 희생플라이 : 김동주 (16)
- 선발등판 : 박명환 (28)

### 퓨처스리그
- 장타율: 김종석 (0.608)
- OPS: 김종석 (1.024)
- 북부리그 3루타: 김종석, 전형도, 함석원 (4)

## 선수단
- 선발투수 : 박명환, 이경필, 강병규, 김상진, 권명철
- 구원투수 : 최용호, 이광우, 한태균, 이혜천, 한명윤, 박상근, 이경원, 김영수, 강길용, 류택현
- 마무리투수 : 진필중, 김경원, 신동수
- 포수 : 진갑용, 김윤일, 최기문, 김태형
- 1루수 : 우즈, 장원진
- 2루수 : 캐세레스, 전형도, 이종민
- 유격수 : 김민호
- 3루수 : 김동주, 추성건
- 좌익수 : 김상호, 김실
- 중견수 : 정수근, 조은진
- 우익수 : 심정수, 함석원
- 지명타자 : 안경현, 김정규, 강신창, 강규철, 박상현

## 특이 사항
- 우즈는 KBO 리그 역대 첫 외국인 1루수다.
- 케세레스는 KBO 리그 역대 첫 외국인 2루수다.
- 김실은 이 시즌 당시 KBO 리그에서 외야수를 주포지션으로 한 유일한 용병 야수였다. KBO 리그에 외국인 선수를 받기 시작한 이 시즌에 외야수를 주포지션으로 입단한 선수는 해태 타이거즈의 헤어와 LG 트윈스의 펠릭스까지 2명이었는데, 정작 입단 후 헤어는 1루수로, 펠릭스는 지명타자로 주로 뛰었기 때문이다.
- 김동주는 16개의 희생 플라이를 쳐 역대 단일 시즌 최다 희생 플라이 기록을 세웠다.
- 7월 21일에 홍길남과 소상영을 웨이버 공시했는데, 이들은 KBO 리그에서 역대 웨이버 공시된 선수 중 처음으로 새 팀을 구하지 못하고 은퇴하게 되었다. 다만 이듬해에 멕시코 프로야구 리그에 진출해 한 시즌을 더 뛰기는 했다.
- 박명환은 9월 23일 한화 이글스와의 경기에서 완투패를 기록해 OB 베어스의 마지막 패전투수가 되었다.
- 진필중은 10월 1일 현대 유니콘스와의 경기에서 OB 베어스의 마지막 세이브를 기록했다.
- 우즈는 KBO 리그 사상 최초로 단일 시즌 규정 타석을 채운 외국인 타자가 되었다.
- 이경원은 3경기 0.1이닝 3볼넷으로 KBO 리그 역대 단일 시즌 9이닝 당 최다 볼넷 허용 기록을 세웠다.
- 팀이 OB 베어스라는 이름으로 치른 정규 시즌 마지막 경기는 10월 4일 해태 타이거즈와의 경기다. 이날 선발 등판한 이경필은 OB 베어스의 마지막 승리투수가 되었으며, 진필중이 마지막 등판 투수가 되었다. 마지막으로 타석을 소화한 선수는 9번 타자 김민호였다.
- 김동주는 이 시즌 월요일 경기 희생플라이 4개로 KBO 리그 역대 단일 시즌 월요일 경기 최다 기록을 세웠다.
- 박명환은 이 시즌 월요일 경기 40탈삼진으로 KBO 리그 역대 단일 시즌 월요일 경기 최다 기록을 세웠다.
- 한명윤은 이 시즌을 끝으로 은퇴하여 KBO 리그 사상 월요일 경기 통산 이닝 당 출루허용률 99.99(무한대)를 기록한 최초의 투수가 되었다.
- 김실은 KBO 리그의 외국인 선수 제도로 입단하지 않은 용병 타자 중 단일 시즌 최다 출전 기록을 세웠다.
- 우즈는 LG 트윈스와의 준플레이오프 1차전에 3번 타자로 선발 출전하여 KBO 리그 사상 처음으로 포스트시즌에 출전한 외국인 타자가 되었다.
- 케세레스는 LG 트윈스와 준플레이오프 1차전에서 끝내기 실책을 저질러 KBO 리그 준플레이오프 사상 최초의 끝내기 실책이라는 불명예를 썼다.
- 팀이 포스트시즌에 진출함에 따라 OB 베어스라는 이름으로 치러진 마지막 경기는 10월 10일에 치러진 LG 트윈스와의 준플레이오프 2차전이었다. 이날 한태균이 마지막 등판 투수가 되었고, 5번 타자 심정수가 마지막으로 타석을 소화했다.
- 우즈는 KBO 리그 사상 최초로 홈런왕에 오르고도 해당 시즌 골든글러브 수상에 실패한 선수가 되었다.
- 이경원은 이닝 당 출루허용률 21.00으로 99.99를 기록한 선수들을 제외하면 KBO 리그 역대 단일 시즌 가장 높은 이닝 당 출루허용률을 기록했다.
- 구단명을 바꾸기 전 마지막 해에 포스트시즌에 진출한 것은 KBO 리그에서 OB 베어스가 최초의 사례다.
- 외국인 선수 드래프트에서 팀은 마지막 라운드에서 머천트를 지명했다. 이때를 끝으로 외국인 선수 드래프트가 사라져 머천트는 KBO 리그 외국인 선수 드래프트 사상 가장 마지막에 지명된 선수가 되었다.
- 1999 신인드래프트에서 구단 사상 마지막 고졸우선지명으로 구자운을 지명하여 영입했다.

## 같이 보기
- 1999년 두산 베어스 시즌